# Гвазда
Гвазда — село в Бутурлиновском районе Воронежской области.
Административный центр Гвазденского сельского поселения.

## Название
Название села «Гвазда» синомично слову: грязь, грязнуля, топкое место; а возможно происходит от польского «Гва(я)зда» - звезда, т.к. первыми поселенцами были выходцы из «Малороссии» различных этнических и конфессиональных групп (Энциклопедический словарь Брокгауза и Ефрона — универсальный русскоязычный энциклопедический словарь, изданный в период 1890-1907 годов). Одновременно бытует мнение, что название населенного пункта происходит от слова «Гвоздь» в виду территориальной близости к месту постройки «Азовской флотилии» Петра I.

## История
В 1779 году Гвазда была преобразована в город и стала центром Гваздынского уезда Тамбовского наместничества. Тогда же город получил свой герб — в верхней части щита герб Тамбовской губернии, в нижней — ходящий журавль, поскольку в окрестностях села водилось много этих птиц.
В 1782 году уезд был передан в Воронежское наместничество, а в 1796 году упразднён, после чего Гвазда вновь стала селом.
В 1835 году почти все жители села относились к сословию однодворцев, из крестьян было не более 50 человек
Заселение происходило в 1740-1750г.г служилыми людьми (детьми боярскими, казаками, рейтарами, драгунами и др.) из Козловского, Добренского, Сокольского уездов. Ныне Тамбовская и Липецкая области. Небольшое количество переселенцев было из Дешиминского, Елецкого, Павловского и Тамбовского, Борисоглебского уездов, а так же из Белского городка Казачей слободы,
Города Лебедяни Пушкарской слободы,
Города Ливен из Костенской слободы.

### XX век
В начале XX века в Гвазде насчитывалось 960 дворов и 6319 жителей, имелись три земские и две церковно-приходские школы, приют для детей, состоящих из 28 человек от 4 до 13 лет исключительно сироты,  пять молочных лавок, винный магазин, семь гончарных заводов, четыре просорушки, трактир.
В 1923 году в селе работала одна паровая и девять ветряных мельниц из 34 имеющихся.
В 1930 году на территории Гвазденского и Горского сельских Советов было организовано шесть колхозов, объединившиеся впоследствии в один колхоз «Дружба».
В 1940 году построено в центре села здание Гвазденской школы.
В 1954 году два сельских Совета объединили в один – в Гвазденский.
В марте 1960 года село Гвазда вошло в состав Бутурлиновского района (ранее было в Воронцовском районе).
В 1968 году на окраине села вступила в строй первая очередь межхозяйственного спецхоза по откорму скота «Великий Октябрь», в 1974 году – вторая очередь.
В 1976 году построена новая типовая Горская школа на 192 места.
В 1998 году открыт на базе МКОУ Горская школа историко-краеведческий  музей «Уголок России».
В 2000 году построена часовня, а через год возведён храм Архистратига Михаила Борисоглебской епархии РПЦ.

### XXI век
15 марта 2001 году был зажжен первый факел природного газа.
В 2002 году в селе прошла первая перепись в третьем тысячелетии.
В 2011 году в центре села построено новое здание отделения Сбербанка России.
В сентябре 2013 года построен новый Дом культуры на 200 мест и благоустроен парк. В центральной зоне парка установлена современная детская игровая площадка. Рядом с детской площадкой расположены футбольное и волейбольное поля с трибунами для зрителей.
В 2013 году построена Универсальная многофункциональная спортивная площадка около МКОУ Гвазденская СОШ общей площадью 1344 кв. м. Комплект оборудования: 4 стойки баскетбольные, 1 комплект волейбола, 1 пара мини-футбольных ворот, 1 пара хоккейных ворот.
10 декабря 2013 года клубу присвоен статус модельного учреждения культуры клубного типа.

## География
Улицы
| - ул. 1 Мая, - ул. Большой Котлас, - ул. Гоголя, - ул. Дружба, - ул. Заливная, - ул. Ивана Бочарникова, - ул. Калинина, | - ул. Комарова, - ул. Коммунаров, - ул. Корабельное лесничество, - ул. Красный Уголок, - ул. Кузнечная, - ул. Ленина, - ул. Луговая, | - ул. Малый Котлас, - ул. Молодёжная, - ул. Надречная, - ул. Новая, - ул. Пионерская, - ул. Подлесная, - ул. Пчелка, | - ул. Садовая, - ул. Степана Разина, - ул. Степная, - ул. Трудовая, - ул. Фрунзе, - ул. Центральная. |

## Население
| 1859  | 1897  | 1959  | 2010  | 2012  | 2013  | 2014  | 2015  | 2016  |
| ----- | ----- | ----- | ----- | ----- | ----- | ----- | ----- | ----- |
| 3759  | ↗5422 | ↗6180 | ↘2508 | ↘2428 | ↘2356 | ↘2322 | ↘2269 | ↘2218 |
| 2017  | 2018  | 2019  | 2020  | 2021  |       |       |       |       |
| ↘2216 | ↘2183 | ↘2112 | ↘2081 | ↘2070 |       |       |       |       |